# مؤسسة بياني الدولية للهندسة والتكنولوجيا
مؤسسة بياني الدولية للهندسة والتكنولوجيا (المغلقة) كانت كلية هندسة خاصة للبنات (مغلقة حاليا) تديرها بياني شيكشان ساميتي في ولاية  راجستان، الهند. كان الحرم الجامعي في كالوار، جايبور. تم تسجيل «بياني شيكشان ساميتي» بموجب قانون تسجيل جمعية راجستان لعام 1958م بتسجيل رقم 500\جايبور\ 1997-98.

## تاريخه
مؤسسة بياني الدولية للهندسة والتكنولوجيا كانت تديرها بياني شيكشان ساميتي والتي تأسست عام 1997 بهدف تمكين المرأة عن طريق التعليم الفني. وتدير بياني شيكشان ساميتي خمس جامعات أخري في جايبور، راجستان. أنشئت الجامعة عام 2010.

## تميزها
المؤسسة تابعة إلى جامعة راجستان الفنية، كوتا. والمؤسسة مصدق عليها من جميع مجلس الهند للتعليم الفني.

## أبحاثها
وفقا إلي دكتور مانيش بياني، مدير الأبحاث والتطوير في المؤسسة. قامت المؤسسة بتطوير علاقة مرموقة مع جامعة سايتاما في اليابان وهناك اتفاقات جارية مع جامعه طوكيو وجامعة مانشستر.

## الجامعات
المؤسسة لديها حرم جامعي علي مساحة 62 فدانآ في كالوار، جايبور، راجستان

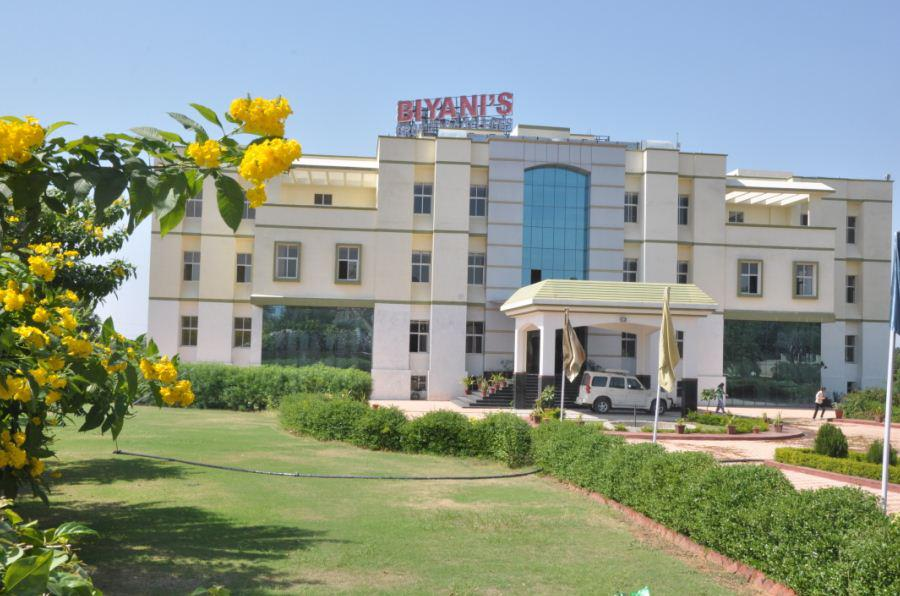
حرم بياني الهندسي, كالوار ,جايبور

## الإدارة
دكتور راجيف بياني هو رئيس مجموعة بياني للجامعات و رئيس مؤسسة بياني الدولية للهندسة والتكنولوجيا. وهو عضو في مؤسسة المحاسبين المعتمدين في الهند وأيضآ عضو منتسب في مؤسسة أمناء الشركات في الهند.